# Волрад фон Шаумбург-Липе
Ернст Волрад фон Шаумбург-Липе (на немски: Ernst Wolrad Fürst zu Schaumburg-Lippe; * 19 април 1887, Щатхаген, Долна Саксония; † 15 юни 1962, Хановер) е принц/княз от Шаумбург-Липе и немски предприемач.

## Биография
Той е третият син (от девет деца) на княз Георг фон Шаумбург-Липе (1893 – 1911) и принцеса Мария Анна фон Саксония-Алтенбург (1864 – 1918), дъщеря на Мориц фон Саксония-Алтенбург (1829 – 1907) и принцеса Августа фон Саксония-Майнинген (1843 – 1919). Внук е на княз Адолф I Георг фон Шаумбург-Липе (1817 – 1893) и принцеса Хермина фон Валдек-Пирмонт (1827 – 1910).
Най-големият му брат княз Адолф II (1883 – 1936) е княз на Шаумбург-Липе (1911 – 1918). Той се отказва от трона си на 15 ноември 1918 г. по времето на Германската революция и е наследен от братята и сестрите му.
Ернст Волрад става през 1936 г., след смъртта на брат му Адолф II при самолетна катастрофа в Мексико, шеф на фамилията Шаумбург-Липе, и получава традиционната титла княз. На 7 декември 1936 г. той става член на Националсоциалистическата германска работническа партия (НСДАП). От 1940 г. е генерален губернарор в Кракау и Лемберг.
Умира на 75-годишна възраст от мозъчен удар на 15 юни 1962 г. в Хановер.

## Фамилия
Ернст Волрад фон Шаумбург-Липе се жени (цив) на 15 април 1925 г. в Зимбах ам Ин и (рел) в дворец Пфафщат на 16 април 1925 г. за братовчедката си принцеса Батхилдис Вера Тира Аделхай Хермина Матилда Мари фон Шаумбург-Липе (* 11 ноември 1903, Велс; † 29 юни 1983, Хагенбург), внучка на принц Вилхелм фон Шаумбург-Липе (1834 – 1906), дъщеря на Кристиан Албрехт Гаетано Карл Вилхелм фон Шаумбург-Липе (1869 – 1942) и първата му съпруга херцогиня Елза фон Вюртемберг (1876 – 1936), дъщеря на херцог Вилхелм Евгений фон Вюртемберг (1846 – 1877) и велика княгиня Вера Константиновна Романова от Русия (1854 – 1912), внучка на руския цар Николай I (1796 – 1855). Те имат четири деца:
- Албрехт Георг-Вилхелм Ойген (* 26 януари 1926, дворец Хагенбург; † 29 април 1945, убит в битка при Майсен, Саксония), наследствен принц
- Фридрих Август Филип Ернст Волрад (* 26 юли 1928, Хагенбург; † 28 август 2003, Бюкебург), шеф на фамилията, женен на 3 октомври 1955 г. в Бюкебург за фрайин Ева-Бенита фон Тиле-Винклер (1927 – 2013)
- Константин Карл-Едуард Ернст-Август Стефан Александер (* 22 декември 1930, Хагенбург), женен I. на 28 декември 1956 г. в Хановер за Сигрид Кнапе (1929 – 1997), II. на 6 ноември 1998 г. в Билефелд за Петра Маас (* 1951)
- Елза Виктория Луиза Мари Барбара Елизабет Батхилдис Вера (* 31 юли 1940, Хагенбург), омъжена I. (цив) на 16 декември 1966 г. във Вилинг при Бад Айблинг, (рел) в Бюкебург на 30 януари 1967 г. за граф Карл-Георг фон Щакелберг (1913 – 1980), II. на 27 юни (цив) в Бюкебург, (рел) на 28 юни 1983 г. за Юрген фон Гьорне (1908 – 2001)